# Santuário do Monte Alverne

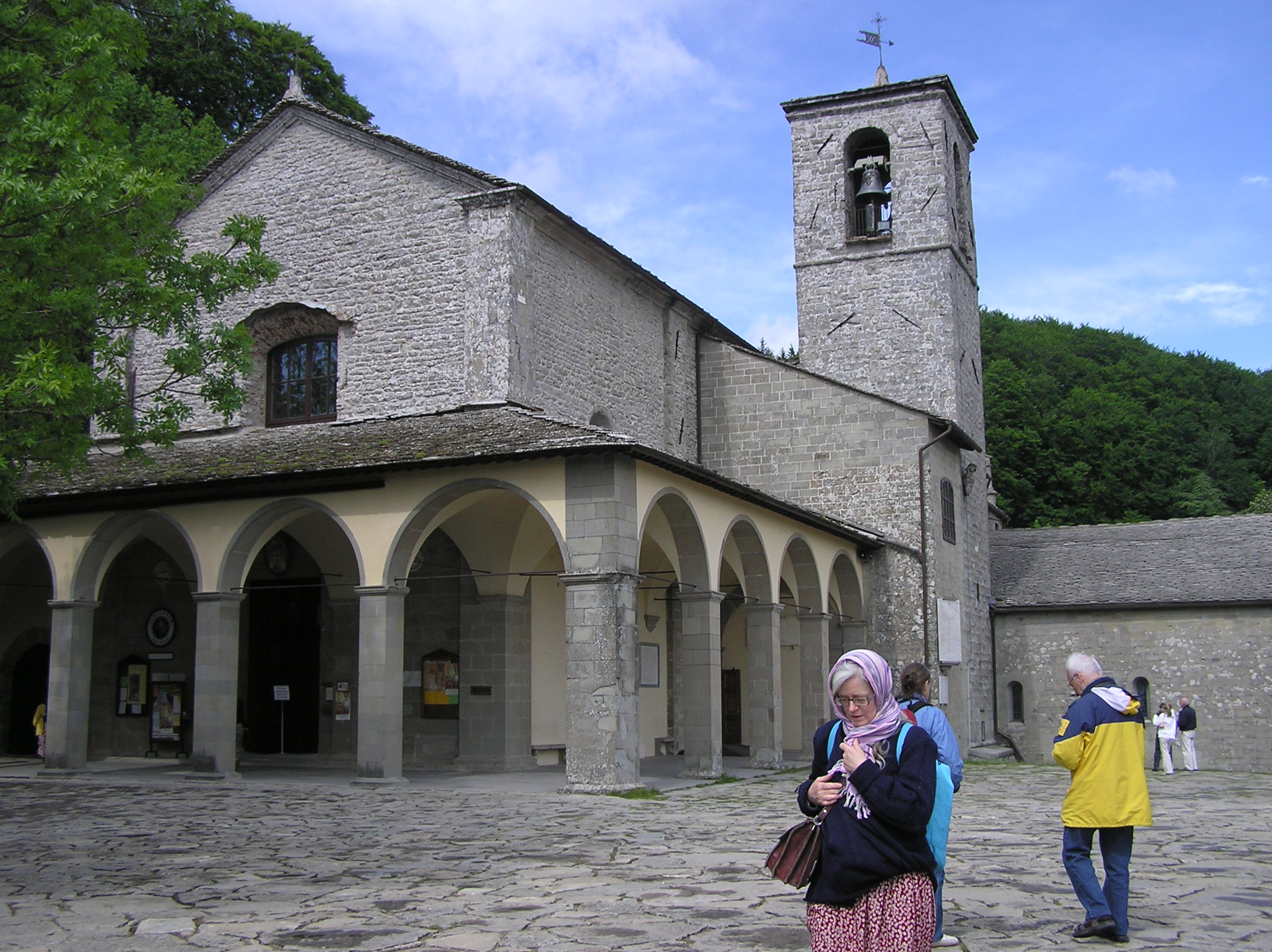
A Basílica

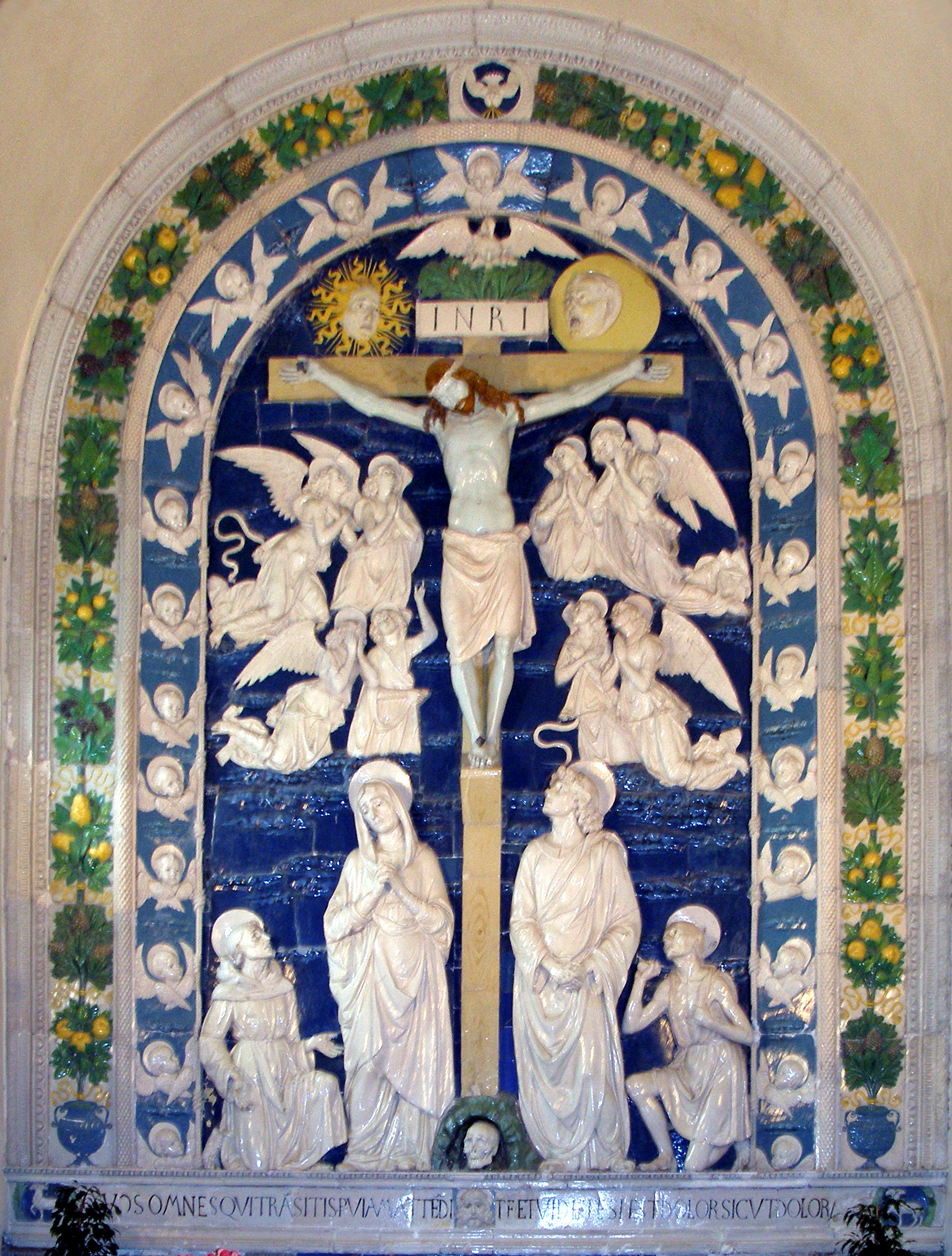
Altar no interior da Basílica, com um relevo de Della Robbia

O Santuário do Monte Alverne (Santuario della Verna) é um local de peregrinação católica, pertencente à Ordem Franciscana, localizado no Monte Alverne, a pouca distância de Chiusi della Verna, na província de Arezzo, na Itália.
O Santuário foi erguido no sítio onde segundo a tradição São Francisco de Assis recebeu os estigmas, em 17 de setembro de 1224. Está situado no flanco norte do Monte Alverne (ou Monte Penna, como é conhecido em italiano), a 1.128 m de altitude, e compreende um complexo de capelas, ermidas, hospedaria, convento e uma basílica, sendo de grande importância para a devoção católica e um dos mais importantes centros franciscanos.
A origem do santuário remonta a 1213, quando São Francisco encontrou um nobre local, Orlando di Chiusi della Verna, que ofereceu o monte e a área adjacente para o santo criar um local de retiro e oração. A oferta foi aceita e ali Francisco voltou diversas vezes, tornando-se um dos seus locais prediletos para meditação. Logo na área se ergueram algumas capelas e uma igrejinha dedicada a Nossa Senhora dos Anjos (1218).
Algum tempo depois do milagre dos estigmas, o Papa Alexandre IV tomou o local sob sua proteção (1260), ampliou a igreja de Santa Maria dos Anjos, e a consagrou em presença de São Boaventura e numeroso clero. Poucos anos depois o Conde Simone di Battifolle ergueu nas proximidades a Capela dos Estigmas. 
Em 1348 o Conde Tarlato di Pietramala mandou erguer o templo principal, a basílica dedicada à Madonna Assunta, que só foi completada em 1509 com o auxílio da guilda L'Arte della Lana, de Florença. O prédio segue um estilo românico-renascentista, e no interior, em forma de cruz latina, existem diversos altares decorados com algumas das mais importantes obras de Andrea della Robbia. Na Capela das Relíquias são preservados objetos pessoais do grande santo, como seu cajado, seu flagelo, sua taça, e um fragmento de tecido impregnado com o sangue do estigma de seu flanco.
A igreja conta com um grande órgão e um arquivo com obras raras, como manuscritos iluminados e missais antigos.